# Georges-Eugène Haussmann

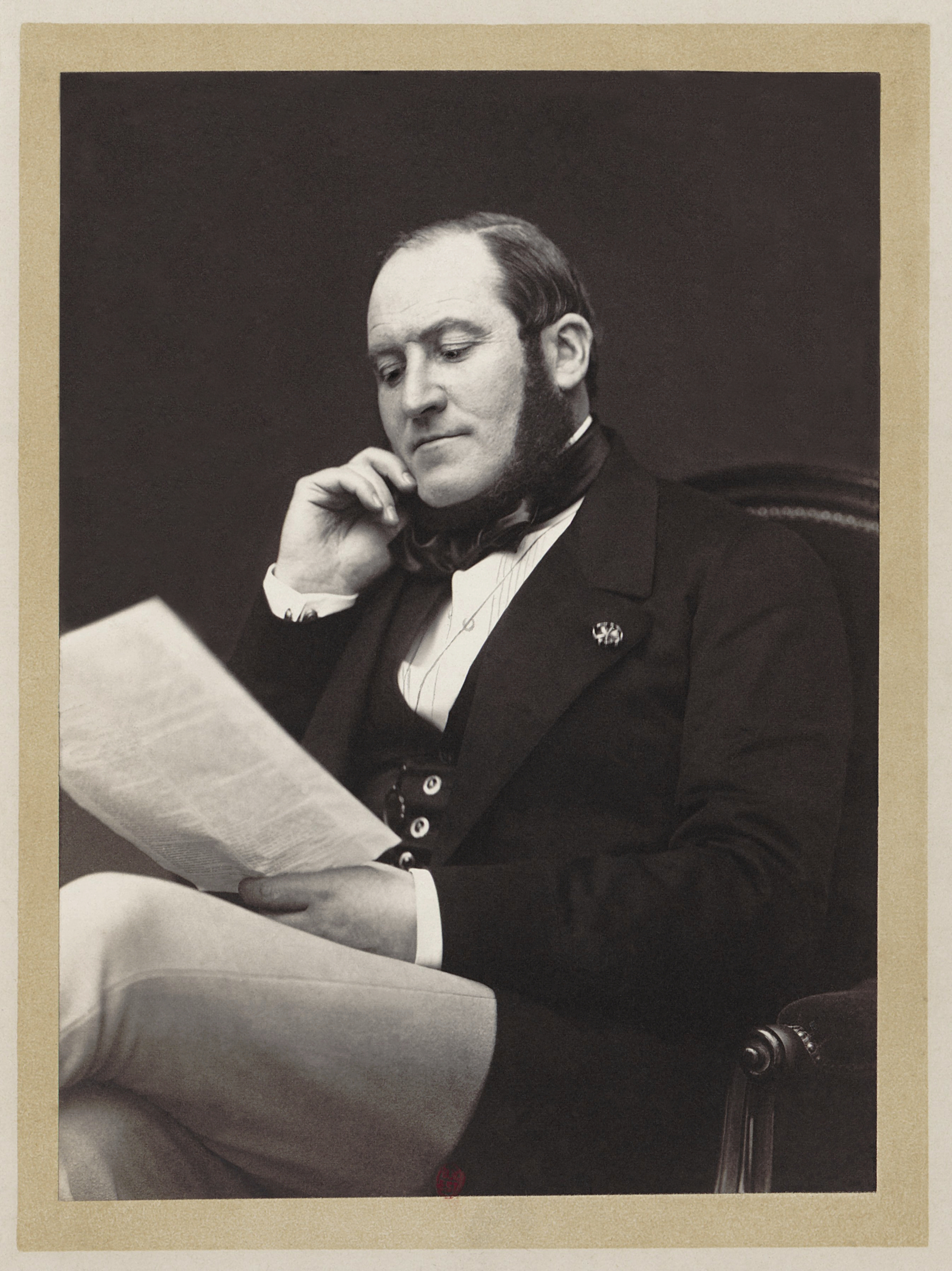
Georges-Eugène Haussmann

Georges-Eugène Haussmann, bekannt als Baron Haussmann (* 27. März 1809 in Paris; † 11. Januar 1891 ebenda) war von 1853 bis 1870 Präfekt des französischen Départements Seine und gilt als der Stadtplaner von Paris. Er gab dem Stadtzentrum durch seine Regularien nach der Mitte des 19. Jahrhunderts das moderne Pariser Stadtbild, das bis heute erhalten ist.

## Leben

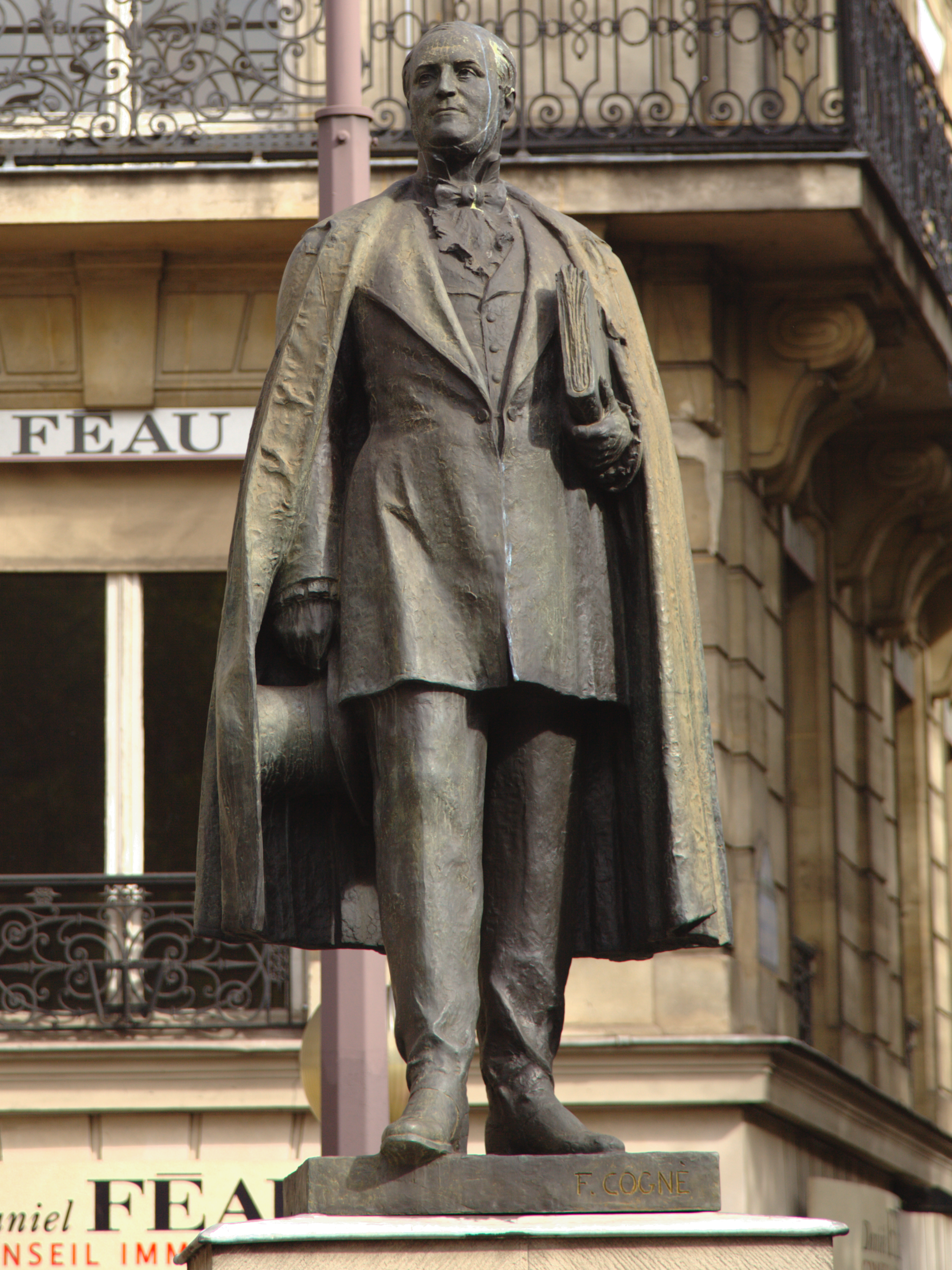
Monument des Barons Haussmann, an der Kreuzung Boulevard Haussmann, Rue de Laborde in Paris

Georges-Eugène Haussmann entstammte mütterlicherseits einer angesehenen pfälzischen evangelisch-lutherischen Pfarrersfamilie. Er wurde als zweitältestes Kind von vier Geschwistern als Sohn des Nicolaus-Valentin Haussmann (1787–1876) und seiner Ehefrau Eva Maria Henrietta Carolina, Tochter des deutschen Pfarrers, Jakobiners und Offiziers in napoleonischen Diensten, Georg Friedrich Dentzel, in Paris geboren. Haussmanns Vater, der ebenfalls schon unter Napoléon Bonaparte im höheren Militärdienst tätig war, starb 1876 hochbetagt als Offizier der Ehrenlegion. Er war Enkel von Nicolas Haussmann, Mitglied der Gesetzgebenden Versammlung und des Konvents für das Departement Seine-et-Oise.
Nach Abschluss seines Jurastudiums 1831 in Paris diente Haussmann zunächst als Unterpräfekt in einer Reihe von Provinzstädten, wo er sein Organisationstalent und sein Durchsetzungsvermögen unter Beweis stellen konnte. Zu seinem Zuständigkeitsbereich gehörten unter anderem der Ausbau des Wegenetzes, die Schulverwaltung und die Wasserversorgung der Gemeinden. Napoléon III. wurde auf Haussmann vor allem durch dessen Arbeit im Département Yonne und in Bordeaux aufmerksam.

## Umgestaltung der Stadt Paris
Napoléon III. erkannte in Haussmann den geeigneten Mann, um seine hochgesteckten Ziele in Hinblick auf eine grundlegende städtebauliche Umgestaltung seiner Hauptstadt zu verwirklichen. Er ernannte ihn 1853 zum Präfekten von Paris, damals Département de la Seine, und stattete ihn mit außergewöhnlichen Befugnissen aus. Haussmann war in dieser Funktion bis 1870 zur weitgehenden Zufriedenheit des Monarchen tätig. Der französische Kaiser wollte Paris zu einer modernen Metropole des Industriezeitalters gestalten, um sich mit den Hauptstädten der anderen europäischen Großmächte wie London und St. Petersburg messen zu können. Die Metropole sollte durch die Anlage monumentaler Sichtachsen übersichtlich gegliedert und den Anforderungen des modernen Straßen- und Schienenverkehrs angepasst werden. Neben den Verkehrsanlagen entstanden auch weitläufige Grünanlagen nach englischem Vorbild, zum Teil als Erweiterung und Neugestaltung vorhandener Anlagen (z. B. Jardin du Luxembourg, Bois de Boulogne). Beim Umbau der Stadt spielten auch militärische Aspekte eine Rolle; so begünstigte die „Haussmannisierung“ von Paris die Kampfführung regulärer Truppen gegen aufständische Bürger.

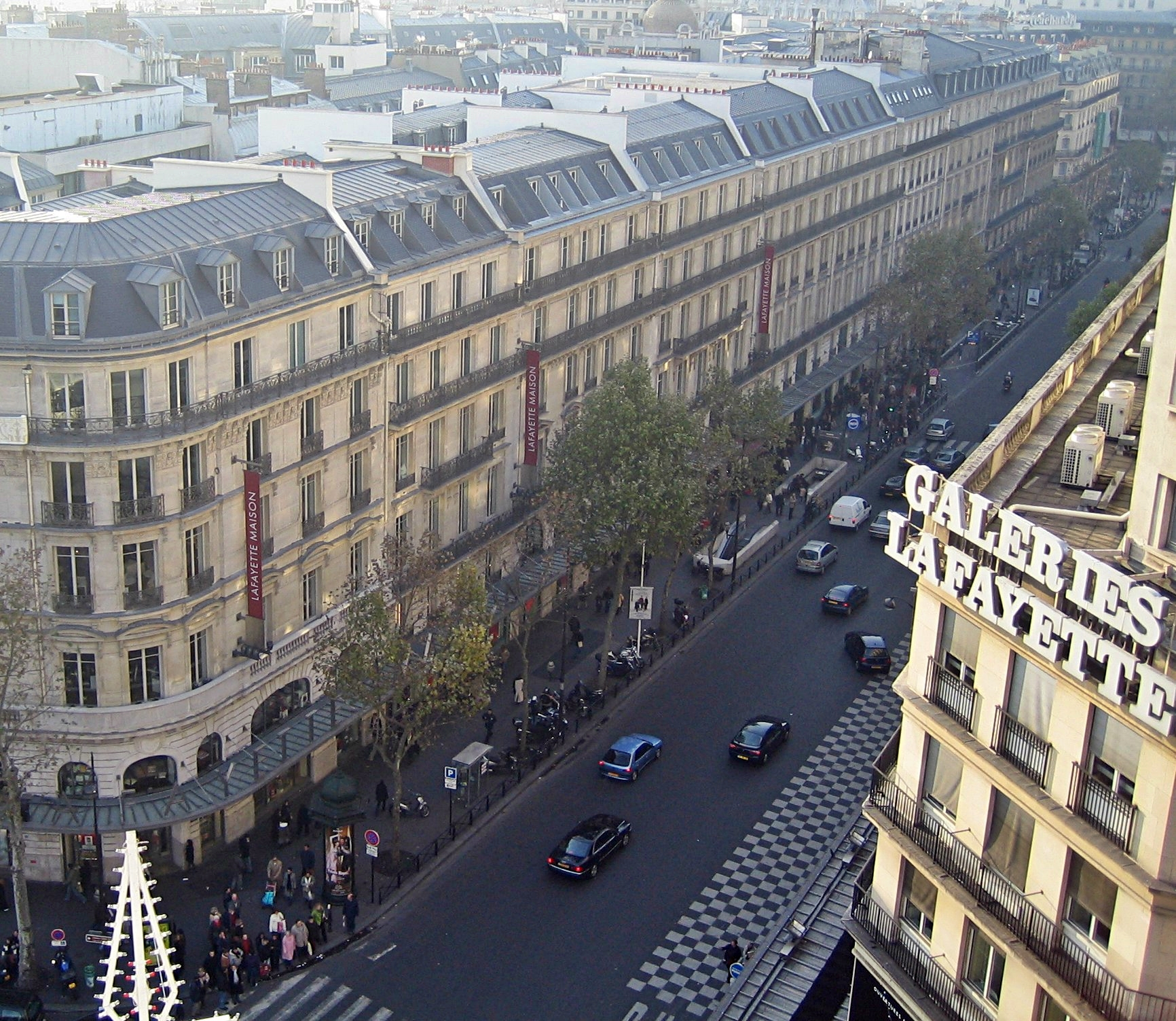
Boulevard Haussmann, Paris

Die Arbeiten konzentrierten sich im Wesentlichen auf die Areale des Louvre, des Tuilerien-Palastes, die Zufahrtswege zum Hôtel de Ville, die Rue de Rivoli, die Umgebung der Oper, die Île de la Cité, die noch aus der Zeit Louis XIV. stammenden Grands Boulevards und die Avenuen, die auf die Place de l’Étoile (heute Place Charles de Gaulle) zulaufen. Insgesamt wurden Straßen von rund 150 Kilometern Länge neu gebaut. Neben den großen Markthallen Les Halles (diese Hallen wurden 1969 abgerissen, in ihrer Funktion durch den Großmarkt Rungis südlich der Stadt ersetzt, während am alten Ort u. a. das Forum des Halles entstand), wurden die großen Bahnhöfe und andere kommunale Einrichtungen errichtet, darunter mehrere Theater und auch eine neue Kanalisation.
Das Erscheinungsbild der neuen Stadtviertel wurde durch den damals europaweit verbreiteten Baustil des Klassizismus geprägt, an dessen Ausprägung die Académie des Beaux-Arts maßgeblich beteiligt war. Haussmann trieb zudem die Eingemeindung der Vororte außerhalb des bereits 1840 geschleiften alten Befestigungsgürtels voran. Von den Ingenieuren und Städtebauern, die für Haussmann arbeiteten, seien Jean-Charles Alphand (Bois de Boulogne, 1854), Jakob Ignaz Hittorff, Victor Baltard, Charles Garnier, Antoine Bailly und Louis Duc genannt.
Eine solche radikale Umgestaltung rief natürlich auch Kritiker auf den Plan. Man beklagte zunächst den unwiederbringlichen Verlust von Kulturgut, wobei die aufkommende Kunst der Fotografie zumindest einige Erinnerungen an das alte Paris festhalten konnte (siehe Charles Marville). Weiters sorgten die zwangsweise Umsiedlung zahlreicher Bürger und Grundstückspekulationen immer wieder für Unmut. Haussmann wurde in Zeitschriften der „Attila der Enteignung“ genannt, „wurde in den Albträumen der Pariser zum Heerführer eines barbarischen Stammes, der über die Hauptstadt hinwegfegte, sie dem Erdboden gleichmachte, ganze Viertel leerte und die Bewohner in alle Himmelsrichtungen vertrieb“. Gedämpft wurde die Kritik durch die gute Beschäftigungslage. Bereits 1853 wurde Paris im Zuge der Maßnahmen Haussmanns zur größten Baustelle der Welt.
Noch vor der Niederlage Frankreichs im Deutsch-Französischen Krieg 1870/71, der Abdankung des Kaisers und der Gründung der Dritten Republik musste Haussmann als Vertrauter des Kaisers am 5. Januar 1870 seinen Posten räumen. Man warf ihm vor, sein Vermögen im Zuge des Stadtumbaus durch Beteiligungen an öffentlichen Ausschreibungen erworben zu haben, konnte ihm jedoch keinen Gesetzesbruch nachweisen. Als Abgeordneter Korsikas (1877–1881) des Appel au peuple war er noch ein weiteres Jahrzehnt politisch tätig.
Am 11. Januar 1891 starb Haussmann in seiner Wohnung im 8. Arrondissement (Paris) und fand auf dem Friedhof Père-Lachaise (Div. 4) seine letzte Ruhestätte.

## Rezeption
Die Umgestaltung von Paris unter Haussmann wird heute trotz der schwerwiegenden Eingriffe in Stadtbild und Sozialstruktur überwiegend positiv rezipiert. Nach ihm wurde der Boulevard Haussmann benannt, ein mehrere Kilometer langer Straßenzug im 8. und 9. Arrondissement zwischen der Avenue de Friedland und dem Boulevard Montmartre.
Haussmanns Umgestaltung von Paris beeinflusste im 19. und 20. Jahrhundert andere europäische Großstädte. Bukarest europäisierte sich in der zweiten Hälfte des 19. Jahrhunderts nach Pariser Vorbild. Auch Buenos Aires strebte unter seinem Bürgermeister Torcuato de Alvear nach dem Vorbild der Architektur Haussmanns zum „Paris Südamerikas“ zu werden; die 1894 eröffnete Avenida de Mayo machte einen Anfang.
Mussolini und Hitler dachten an ähnliche Umgestaltungen ihrer Hauptstädte. Mussolini musste sich wegen der Dichte historischer Bauten in Rom auf die Durchbrüche der Via della Conciliazione in Richtung Petersdom und der Via dei Fori Imperiali in Richtung Kolosseum in Rom begnügen. Hitlers Vorstellungen bezüglich der beiden „großen Achsen“ in Berlin (bzw. Germania) blieben Pläne.
Haussmanns Zeitgenosse Jules Ferry schuf angesichts der phantastisch anmutenden Pläne Haussmanns das Bonmot von „Haussmanns phantastischen Rechnungen“ (les comptes fantastiques de Haussmann), dabei wird aus den gleich klingenden Wörtern compte „Rechnung“ und conte „Erzählung“ ein Homophon mit zwei Bedeutungen, anspielend auf die opéra fantastique Hoffmanns Erzählungen (Les contes d’Hoffmann) von Jacques Offenbach. Er gab 1868 eine Broschüre mit diesem Titel heraus. Der Wiener Schauspieler und Feuilletonist Egon Friedell sah das „neue Paris“ Haussmanns 1931
in seiner Kulturgeschichte der Neuzeit als „getreues Abbild des Zweiten Kaiserreichs: fassadenhaft, niederschreiend, künstlich und parvenühaft.“

## Werk
- Mémoires du Baron Haussmann. Zweite Auflage. Victor-Havard, Paris 1890–1893:
  - Band 1: Avant l’Hotel de Ville. 1890  (online bei Gallica);
  - Band 2: Préfecture de la Seine. 1890 (online);
  - Band 3: Grands travaux de Paris. 1893 (online).
- Mémoires. Édition intégrale. Précédée d’une introduction générale par Françoise Choay et d’une introduction technique par Bernard Landau et Vincent Sainte Marie Gauthier. Éditions du Seuil, Paris 2000, ISBN 2-02-039898-2.